# Quédate en México
El programa Quédate en México (en inglés: Remain in Mexico, oficialmente Protocolos de Protección al Migrante) es una política migratoria de Estados Unidos implementada en enero de 2019 bajo la administración de Donald Trump, que afecta a la inmigración a través de la frontera con México. Administrada por el Departamento de Seguridad Nacional, requiere que los inmigrantes que solicitan asilo permanecieran en México hasta la fecha de su entrevista con una corte de inmigración en Estados Unidos.
En febrero de 2021, Joe Biden intentó poner fin a esta política, sin embargo, el 14 de agosto de 2021, un juez federal de Texas ordenó la reanudación de la política. El gobierno de Biden solicitó una suspensión para bloquear la reanudación de la política. Esta solicitud fue denegada por el Tribunal de Apelaciones del Quinto Circuito de los Estados Unidos y, el 24 de agosto de 2021, también por el Corte Suprema de los Estados Unidos. Como resultado de la sentencia del Tribunal Supremo, el gobierno de EE. UU. está obligado a volver a aplicar la política.